# قائمة حكام المكسيك
رئيس الدولة في المكسيك هو الشخص الذي يتحكم بالسلطة التنفيذية في البلاد. بموجب الدستور الحالي، تقع هذه المسؤولية على عاتق الرئيس، الذي يرأس السلطة التنفيذية العليا للاتحاد المكسيكي. على مدار التاريخ، نشأت في المكسيك عدة أشكال من نظام الحكم. فبموجب الدساتير الاتحادية، كان لقب الرئيس نفسه إلى الآن. وبموجب القوانين السبعة (مركزية ديمقراطية) كان الرئيس التنفيذي يسمّى «رئيس الجمهورية». إضافة لذلك، كان في المكسيك فترتان من الملكية الدستورية، كانت يسيطر على السلطة التنفيذية خلالهما إمبراطور المكسيك.
التسلسل الزمني لرؤساء دول المكسيك معقد بسبب عدم الاستقرار السياسي في البلاد خلال القرن التاسع عشر والعقود الأولى من القرن العشرين. باستثناءات قليلة، لم يكمل معظم الرؤساء المكسيكيين الذي انتُخبوا خلال هذه الفترة فترات الحكم. فقد كان معدّل رئاسة كل رئيس حوالي خمسة عشر شهراً، إلا أن حكم الرئيس لازارو كارديناس.
تتضمن هذه القائمة الرؤساء الذين عيّنوا أنفسهم أثناء الحروب الأهلية والهيئات الجماعية التي تولّت المهام التنفيذية في المكسيك أثناء فترات الانتقال.

## إمبراطور المكسيك (1821–1823)

### المجلس الأول للوصاية على الحكم
بعد انتهاء حرب الاستقلال المكسيكية، تم تشكيل مجلس إدارة مؤقت يتكون من 34 شخصاً. وقّع المجلس على إعلان استقلال الإمبراطورية المكسيكية الأولى وعين مجلس وصاية يتألف من ستة أشخاص.
| الحاكم | الحاكم                   | بدء الحكم                   | نهاية الحكم                 | ملاحظات          |
| ------ | ------------------------ | --------------------------- | --------------------------- | ---------------- |
|        | أغوستين دي إتوربيدي      | 28 أيلول (سبتمبر) 1821      | 11 نيسان (أبريل) 1822       |                  |
|        | خوان أودونوجو            | 28 أيلول (سبتمبر) 1821      | 8 تشرين الأول (أكتوبر) 1821 | توفي خلال الحكم. |
|        | أنتونيو بيريز مارتينيز   | 8 تشرين الأول (أكتوبر) 1821 | 11 نيسان (أبريل) 1822       |                  |
|        | مانويل دي لا بارسينا     | 28 أيلول (سبتمبر) 1821      | 11 نيسان (أبريل) 1822       |                  |
|        | خوسيه إسيدرو يانيز       | 28 أيلول (سبتمبر) 1821      | 11 نيسان (أبريل) 1822       |                  |
|        | مانويل فيلاسكويز دي ليون | 28 أيلول (سبتمبر) 1821      | 11 نيسان (أبريل) 1822       |                  |

### المجلس الثاني للوصاية على الحكم
| الحاكم | الحاكم              | بدء الحكم             | انتهاء الحكم        | ملاحظات |
| ------ | ------------------- | --------------------- | ------------------- | ------- |
|        | أغوستين دي إتوربيدي | 11 نيسان (أبريل) 1822 | 18 أيار (مايو) 1822 |         |
|        | خوسيه إسيدرو يانيز  | 11 نيسان (أبريل) 1822 | 18 أيار (مايو) 1822 |         |
|        | ميغيل فالينتين      | 11 نيسان (أبريل) 1822 | 18 أيار (مايو) 1822 |         |
|        | مانويل دي هيراس     | 11 نيسان (أبريل) 1822 | 18 أيار (مايو) 1822 |         |
|        | نيكولاس برافو       | 11 نيسان (أبريل) 1822 | 18 أيار (مايو) 1822 |         |

### ملكية أغوستين الأول
| الإمبراطور | الإمبراطور                      | شعار النبالة | بدء الحكم           | نهاية الحكم         | القرينة | القرينة               |
| ---------- | ------------------------------- | ------------ | ------------------- | ------------------- | ------- | --------------------- |
|            | أغوستين دي إتوربيدي (1783–1824) |              | 19 أيار (مايو) 1822 | 19 آذار (مارس) 1823 |         | أنا ماريا (1786–1861) |

## الحكومة المؤقتة (1823–1824)
الحكومة المؤقتة في المكسيك (1823-1824) كانت هيئة عملت بمثابة سلطة تنفيذية في حكومة المكسيك بعد انتهاء عهد أغوستين دي إتوربيدي من الإمبراطورية المكسيكية الأولى، عام 1823. كانت الهيئة مسؤولةً عن جمع التنظيمات التي شكّلت الفيدرالية ودام حكمها من 1 نيسان (أبريل) 1823 حتى 10 تشرين الأول (أكتوبر) 1824.
| رئيس الدولة | رئيس الدولة            | بدء الحكم           | نهاية الحكم          | ملاحظات  |
| ----------- | ---------------------- | ------------------- | -------------------- | -------- |
|             | نيكولاس برافو          | 31 آذار (مارس) 1823 | 10 تشرين الأول، 1824 |          |
|             | غوادالوبي فيكتوريا     | 31 آذار (مارس) 1823 | 10 تشرين الأول، 1824 |          |
|             | بيدرو سيليستينو نيكريت | 31 آذار (مارس) 1823 | 10 تشرين الأول، 1824 |          |
|             | ماريانو ميشيلينا       | 31 آذار (مارس) 1823 | 10 تشرين الأول، 1824 | عضو بديل |
|             | ميغيل دومينيكز         | 31 آذار (مارس) 1823 | 10 تشرين الأول، 1824 | عضو بديل |
|             | فيسنتي غيريرو          | 31 آذار (مارس) 1823 | 10 تشرين الأول، 1824 | عضو بديل |

## الجمهورية الفيدرالية الأولى (1824–1835)
| الترتيب | الرئيس | الرئيس                                 | بدء الحكم                    | نهاية الحكم                  | الحزب السياسي                                    | نائب الرئيس          | ملاحظات |
| ------- | ------ | -------------------------------------- | ---------------------------- | ---------------------------- | ------------------------------------------------ | -------------------- | --- |
| 1       |        | غوادالوبي فيكتوريا (1786–1843)         | 10 تشرين الأول، 1824         | 31 آذار (مارس) 1829          | مستقل                                            | نيكولاس برافو        | أول رئيس منتخب دستورياً في المكسيك، والرئيس الوحيد الذي أكمل ولايته بالكامل خلال 30 عاماً من تاريخ المكسيك المستقلة. |
| 2       |        | فيسنتي غيريرو (1782–1831)              | 1 نيسان (أبريل) 1829         | 17 كانون الأول (ديسمبر) 1829 | الحزب الليبرالي                                  | أناستازيو بوستامانتي | تم تعُيّنه من قبل الكونغرس بعد استقالة الرئيس المنتخب مانويل غوميز بيدرازا. |
| 3       |        | خوسيه ماريا بوكانيغرا (1787–1862)      | 17 كانون الأول (ديسمبر) 1829 | 23 كانون الأول (ديسمبر) 1829 | حزب يورك رايت الشعبي (جزء من الحزب الليبرالي)    |                      | تم تعُيّنه كرئيس مؤقت من قِبل الكونغرس عندما ترك غوريرو منصبه لمحاربة تمرد نائب الرئيس. |
|         |        | بيدرو فيليز (1787–1848)                | 23 كانون الأول (ديسمبر) 1829 | 31 كانون الأول (ديسمبر) 1829 | الحزب الليبرالي                                  |                      | بوصفه رئيساً لمحكمة العدل العليا، عيّنه مجلس الحكومة رئيساً للسلطة التنفيذية ذات الحكم الثلاثي مع لوكاس ألامان ولويس كوينتانار. |
| 4       |        | أناستازيو بوستامانتي (1780–1853)       | 1 كانون الثاني (يناير) 1830  | 13 آب (أغسطس) 1832           | حزب المحافظين                                    |                      | بوصفه نائب الرئيس، تولى الرئاسة بعد الانقلاب ضد غيريرو. |
| 5       |        | ميلكور موزكيز (1790–1844)              | 14 آب (أغسطس) 1832           | 24 كانون الأول (ديسمبر) 1832 | حزب يورك رايت الشعبي (جزء من الحزب الليبرالي)    |                      | تم تعُيّنه رئيساً مؤقتاً من قبل الكونغرس عندما ترك بوستامانتي منصبه لمحاربة تمرد سانتا أنّا. |
| 6       |        | مانويل غوميز بيدرازا (1789–1851)       | 24 كانون الأول (ديسمبر) 1832 | 31 آذار (مارس) 1833          | حزب يورك رايت الفيدرالي (جزء من الحزب الليبرالي) |                      | تولّى الرئاسة لإكمال الدورة الرئاسية التي بدأها عام 1829، لم يستقل من قبل تنصيبه، بل فاز بانتخابات 1828. |
| 7       |        | فالنتين غوميز فارياس (1781–1858)       | 1 نيسان (أبريل) 1833         | 16 أيار (مايو) 1833          | الحزب الليبرالي                                  |                      | تولى الرئاسة بوصفه نائباً للرئيس بدلاً من سانتا أنا الذي شاركه انتخابات عام 1833. |
| 8       |        | أنطونيو لوبيز دي سانتا أنا (1794–1876) | 16 أيار (مايو) 1833          | 3 حزيران (يونيو) 1833        | الحزب الليبرالي                                  | فالنتين غوميز فارياس | تولّى الرئاسة كرئيس منتخب دستورياً. تناوب في الرئاسة مع نائب الرئيس غوميز فارياس أربع مرات أخرى حتى 24 نيسان (أبريل) 1834. |
| 9       |        | فالنتين غوميز فارياس (1781–1858)       | 3 حزيران (يونيو) 1833        | 18 حزيران (يونيو) 1833       | الحزب الليبرالي                                  |                      | |
|         |        | أنطونيو لوبيز دي سانتا أنا (1794–1876) | 18 حزيران (يونيو) 1833       | 5 تموز (يوليو) 1833          | الحزب الليبرالي                                  | فالنتين غوميز فارياس | |
|         |        | فالنتين غوميز فارياس (1781–1858)       | 5 تموز (يوليو) 1833          | 27 تشرين الأول (أكتوبر) 1833 | الحزب الليبرالي                                  |                      | |
|         |        | أنطونيو لوبيز دي سانتا أنا (1794–1876) | 27 تشرين الأول (أكتوبر) 1833 | 15 كانون الأول (ديسمبر) 1833 | الحزب الليبرالي                                  | فالنتين غوميز فارياس | |
|         |        | فالنتين غوميز فارياس (1781–1858)       | 16 كانون الأول (ديسمبر) 1833 | 24 نيسان (أبريل) 1834        | الحزب الليبرالي                                  |                      | عزز العديد من الإصلاحات الليبرالية التي أدت إلى استياء المحافظين والكنيسة. تولى سانتا آنا منصب الرئيس مرة أخرى ثم نقل إلى المنفى. |
|         |        | أنطونيو لوبيز دي سانتا أنا (1794–1876) | 24 نيسان (أبريل) 1834        | 27 كانون الثاني (يناير) 1835 | الحزب الليبرالي                                  |                      | ألغى الإصلاحات الليبرالية. في 27 كانون الثاني (يناير) أعفى المؤتمر الدستوري السادس غوميز من منصبه كنائبٍ للرئيس. |
| 9       |        | ميغيل باراغان (1789–1836)              | 28 كانون الثاني (يناير) 1835 | 27 شباط (فبراير) 1836        | الحزب الليبرالي                                  |                      | تم تعُيّنه رئيساً مؤقتاً من قبل الكونغرس عندما ترك سانتا آنا منصبه لمحاربة التمرد في ولاية زاكاتيكاس. في 23 تشرين الأول (أكتوبر) أصدر الكونغرس "أساس الدستور" الذي ألغى دستور 1824 والنظام الاتحادي. شغل منصب الرئيس الأخير للجمهورية الاتحادية الأولى. |

## الجمهورية المركزية (1835–1846)
| الترتيب | الرئيس                    | الرئيس                                 | بداية الحكم    | نهاية الحكم    | المدة            | الحزب السياسي   | ملاحظات |
| ------- | ------------------------- | -------------------------------------- | -------------- | -------------- | ---------------- | --------------- | --- |
| 9       |                           | ميغيل باراغان (1789–1836)              | 28 يناير 1835  | 27 فبراير 1836 | 1 سنة و30 أيام   | حزب المحافظين   | ترك منصبه بسبب مرض خطير، توفي بعد ثلاثة أيام. |
| 10      |                           | José Justo Corro (1794–1864)           | 27 فبراير 1836 | 19 أبريل 1837  | 1 سنة و51 أيام   | حزب المحافظين   | عينه الكونغرس رئيسًا مؤقتًا، سن في عهده القوانين السبعة واعترفت إسبانيا باستقلال المكسيك.                                                                                    |
| (4)     |                           | أناستازيو بوستامانتي (1780–1853)       | 19 أبريل 1837  | 18 مارس 1839   | 1 سنة و333 أيام  | حزب المحافظين   | انتخب في انتخابات عام 1837 لمدة ثماني سنوات |
| (8)     |                           | أنطونيو لوبيز دي سانتا آنا (1794–1876) | 18 مارس 1839   | 10 يوليو 1839  | 114 أيام         | حزب المحافظين   | عينته السلطة المحافظة العليا رئيسًا موقتًا عندما ترك بوستامانتي منصبه لمحاربة التمردات الفيدرالية.                                                                           |
| 11      |                           | نيكولاس برافو (1786–1854)              | 11 يوليو 1839  | 19 يوليو 1839  | 8 أيام           | حزب المحافظين   | عُيّن رئيسًا موقتًا بعد استقال سانتا آنا. |
| (4)     |                           | أناستازيو بوستامانتي (1780–1853)       | 19 يوليو 1839  | 22 سبتمبر 1841 | 2 سنوات و65 أيام | حزب المحافظين   | عاد للمنصب مرة أخرى. |
| 12      |                           | فرانسيسكو خافيير إيشيفيريا (1797–1852) | 22 سبتمبر 1841 | 10 أكتوبر 1841 | 18 أيام          | حزب المحافظين   | عُيّن رئيسًا مؤقتًا عندما ترك بوستامانتي منصبه لمحاربة تمرد ماريانو باريديس وسانتا آنا وغابرييل فالنسيا. استقال بعد انتصار التمرد.                                             |
| (8)     |                           | أنطونيو لوبيز دي سانتا آنا (1794–1876) | 10 أكتوبر 1841 | 26 أكتوبر 1842 | 1 سنة و16 أيام   | الحزب الليبرالي | عينه مجلس ممثلي الإدارات رئيسًا مؤقتًا. |
| (11)    |                           | نيكولاس برافو (1786–1854)              | 26 أكتوبر 1842 | 4 مارس 1843    | 129 أيام         | حزب المحافظين   | عينه سانتا آنا رئيسًا مؤقتًا عندما ترك منصبه. |
| (8)     |                           | أنطونيو لوبيز دي سانتا آنا (1794–1876) | 4 مارس 1843    | 4 أكتوبر 1843  | 214 أيام         | الحزب الليبرالي | استعاد الرئاسة موقتًا. |
| 13      |                           | Valentín Canalizo (1794–1850)          | 4 أكتوبر 1843  | 4 يونيو 1844   | 244 أيام         | حزب المحافظين   | عينه سانتا آنا رئيسًا موقتًا عندما ترك المنصب. |
| (8)     |                           | أنطونيو لوبيز دي سانتا آنا (1794–1876) | 4 يونيو 1844   | 12 سبتمبر 1844 | 100 أيام         | الحزب الليبرالي | استعاد الرئاسة بعد أن انتخبه الكونغرس في 2 يناير 1844 |
| 14      |                           | خوسيه خواكين دي هيريرا (1792–1854)     | 12 سبتمبر 1844 | 21 سبتمبر 1844 | 9 أيام           | الحزب الليبرالي | عينه الكونغرس رئيسًا موقتًا. |
| (13)    |                           | Valentín Canalizo (1794–1850)          | 21 سبتمبر 1844 | 6 ديسمبر 1844  | 76 أيام          | حزب المحافظين   | رئيس مؤقت.ؤ |
| (14)    |                           | خوسيه خواكين دي هيريرا (1792–1854)     | 6 ديسمبر 1844  | 30 ديسمبر 1845 | 1 سنة و24 أيام   | الحزب الليبرالي | كان رئيسًا مؤقتًا، ثم انتخبه مجلس الشيوخ بعد اعتقال كاناليزو لمحاولته حل الكونغرس.                                                                                           |
| 15      |                           | ماريانو باريديس (1797–1849)            | 31 ديسمبر 1845 | 28 يوليو 1846  | 209 أيام         | حزب المحافظين   | انقلب على دي هيريرا. عين رئيسا مؤقتا في 12 يونيو. |
| 15      | نائب الرئيس نيكولاس برافو | ماريانو باريديس (1797–1849)            | 31 ديسمبر 1845 | 28 يوليو 1846  | 209 أيام         | حزب المحافظين   | |
| (11)    |                           | نيكولاس برافو (1786–1854)              | 28 يوليو 1846  | 4 أغسطس 1846   | 7 أيام           | حزب المحافظين   | تولى المنصب بعدما ترك باريديس الرئاسة لمحاربة الولايات المتحدة في الحرب المكسيكية الأمريكية. تم خلعه من قبل تمرد فيدرالي بقيادة خوسيه ماريانو سالاس وفالنتين غوميز فارياس. |
| 16      |                           | خوسيه ماريانو سالاس (1797–1867)        | 5 أغسطس 1846   | 23 ديسمبر 1846 | 140 أيام         | حزب المحافظين   | تولى الرئاسة مؤقتا بعد انتصار التمرد الفيدرالي، وضع دستور عام 1824 الذي دخل حيز التنفيذ في 22 أغسطس.                                                                       |

## الجمهورية الفيدرالية الثانية (1846–1863)
| No.  | الصورة                              | الاسم (الميلاد–الوفاة)                 | الفترة         | الفترة         | الفترة            | الحزب السياسي   | ملاحظات |
| No.  | الصورة                              | الاسم (الميلاد–الوفاة)                 | استلم المنصب   | ترك المنصب     | المدة             | الحزب السياسي   | ملاحظات |
| ---- | ----------------------------------- | -------------------------------------- | -------------- | -------------- | ----------------- | --------------- | --- |
| 16   |                                     | خوسيه ماريانو سالاس (1797–1867)        | 5 أغسطس 1846   | 23 ديسمبر 1846 | 140 أيام          | حزب المحافظين   | أعاد الفيدرالية ودعا إلى الانتخابات. فاز بها سانتا آنا وعينه الكونغرس رئيسا مؤقتا وفالنتين غوميز فارياس نائبا للرئيس.                |
| (7)  |                                     | فالنتين غوميز فارياس (1781–1858)       | 23 ديسمبر 1846 | 21 مارس 1847   | 88 أيام           | الحزب الليبرالي | تولى المنصب بدلا من سانتا آنا الذي كان يقاتل الجيش الأمريكي الغازي في الحرب المكسيكية الأمريكية.                                     |
| (8)  |                                     | أنطونيو لوبيز دي سانتا آنا (1794–1876) | 21 مارس 1847   | 2 أبريل 1847   | 12 أيام           | الحزب الليبرالي | رئيس مؤقت منتخب. |
| (8)  | Vice President فالنتين غوميز فارياس | أنطونيو لوبيز دي سانتا آنا (1794–1876) | 21 مارس 1847   | 2 أبريل 1847   | 12 أيام           | الحزب الليبرالي | |
| 17   |                                     | بيدرو ماريا دي أنايا (1794–1854)       | 2 أبريل 1847   | 20 مايو 1847   | 48 أيام           | الحزب الليبرالي | ترك سانتا آنا منصبه للقتال في الحرب المكسيكية الأمريكية. ألغى الكونغرس منصب نائب الرئيس وأصبح رئيسا مؤقتًا.                           |
| (8)  |                                     | أنطونيو لوبيز دي سانتا آنا (1794–1876) | 20 مايو 1847   | 15 سبتمبر 1847 | 118 أيام          | الحزب الليبرالي | استعاد الرئاسة عندما ترك دي أنايا منصبه للقتال في الحرب المكسيكية الأمريكية                                                          |
| 18   |                                     | مانويل دي لا بينيا ذ بينيا (1789–1850) | 16 سبتمبر 1847 | 13 نوفمبر 1847 | 58 أيام           | حزب المحافظين   | تولى الرئاسة بعد استقالة سانتا آنا. كان قبها رئيس المحكمة العليا.                                                                    |
| (17) |                                     | بيدرو ماريا دي أنايا (1794–1854)       | 13 نوفمبر 1847 | 8 يناير 1848   | 56 أيام           | الحزب الليبرالي | عينه الكونغرس رئيسا مؤقتا عندما ترك سلفه منصبه للتفاوض حول السلام مع الولايات المتحدة.                                               |
| (18) |                                     | مانويل دي لا بينيا ذ بينيا (1789–1850) | 8 يناير 1848   | 3 يونيو 1848   | 147 أيام          | حزب المحافظين   | عاد للمنصب كرئيس مؤقت عندما استقال دي أنايا بعد رفضه التنازل عن أي أرض للولايات المتحدة. وقع في عهده معاهدة غوادالوبي هيدالغو.       |
| (14) |                                     | خوسيه خواكين دي هيريرا (1792–1854)     | 3 يونيو 1848   | 15 يناير 1851  | 2 سنوات و226 أيام | الحزب الليبرالي | كان ثاني رئيس ينهي فترة ولايته وسلم الرئاسة سلميا إلى الفائز في انتخابات عام 1850 ، الجنرال ماريانو أريستا.                          |
| 19   |                                     | ماريانو أريستا (1802–1855)             | 15 يناير 1851  | 5 يناير 1853   | 1 سنة و356 أيام   | الحزب الليبرالي | استقال عندما رفض الكونغرس منحه صلاحيات استثنائية لمحاربة تمرد خطة ديل هوسبيسيو التي كانت تهدف لإعادة سانتا آنا مرة أخرى إلى الرئاسة. |
| 20   |                                     | خوان باوتيستا سيبالوس (1811–1859)      | 6 يناير 1853   | 7 فبراير 1853  | 32 أيام           | الحزب الليبرالي | كان رئيس للمحكمة العليا، اقترح الرئيس أريستا أن يكون خلفا له وأقره الكونغرس في نفس اليوم في المنصب.                                  |
| 21   |                                     | مانويل ماريا ومبارديني (1802–1853)     | 8 فبراير 1853  | 20 أبريل 1853  | 71 أيام           | حزب المحافظين   | عينه الكونغرس رئيسا مؤقتا عندما استقال سيبايوس بسبب تمرد خطة ديل هوسبيسيو.                                                           |
| (8)  |                                     | أنطونيو لوبيز دي سانتا آنا (1794–1876) | 20 أبريل 1853  | 5 أغسطس 1855   | 2 سنوات و107 أيام | حزب المحافظين   | تحول إلى ديكتاتور أثناء رئاسته. وأطلق على نفسه اسم "Su Alteza Serenisima". ألف في عهده نشيد المكسيك الوطني.                          |
| 22   |                                     | مارتن كاريرا (1806–1871)               | 5 أغسطس 1855   | 12 سبتمبر 1855 | 38 أيام           | حزب المحافظين   | عُيّن رئيسا مؤقتا بعد نجاح خطة أيوتلا.                                                                                                 |
| 23   |                                     | رومولو دياز دي لا فيغا (1800–1877)     | 12 سبتمبر 1855 | 3 أكتوبر 1855  | 21 أيام           | حزب المحافظين   | كان الرئيس الفعلي بعد استقالة كاريرا.                                                                                                |
| 24   |                                     | خوان ألفاريز هورتادو (1790–1867)       | 4 أكتوبر 1855  | 11 ديسمبر 1855 | 68 أيام           | الحزب الليبرالي | عُين رئيسا مؤقتا بعد انتصار ثورة أيوتلا.                                                                                              |
| 25   |                                     | Ignacio Comonfort (1812–1863)          | 11 ديسمبر 1855 | 17 ديسمبر 1857 | 2 سنوات و6 أيام   | الحزب الليبرالي | عينه خوان ألفاريز رئيسا مؤقتا عندما استقال، أصبح رئيسا دستوريا في 1 ديسمبر 1857.                                                     |

### حوب الإصلاح 1858–1860

#### الرئيس الذي يعترف به الليبراليين
| No. | الصورة | الاسم (الميلاد–الوفاة)    | الفترة         | الفترة               | الفترة             | الحزب السياسي   | ملاحظات |
| No. | الصورة | الاسم (الميلاد–الوفاة)    | استلم المنصب   | ترك المنصب           | المدة              | الحزب السياسي   | ملاحظات |
| --- | ------ | ------------------------- | -------------- | -------------------- | ------------------ | --------------- | --- |
| 26  |        | بينيتو خواريز (1806–1872) | 18 ديسمبر 1857 | 18 يوليو 1872 (توفي) | 14 سنوات و213 أيام | الحزب الليبرالي | كان رئيس المحكمة العليا، أصبح رئيسًا مؤقتا بعد انقلاب إغناسيو كومونفورت الذاتي ضد دستور عام 1857. أسس حكومة دستورية ليبرالية في 18 يناير 1858. |

#### الرؤساء الذين يعترف بهم المحافظون
| No.  | الصورة | الاسم (الميلاد–الوفاة)            | الفترة         | الفترة         | الفترة          | الحزب السياسي   | ملاحظات |
| No.  | الصورة | الاسم (الميلاد–الوفاة)            | استلم المنصب   | ترك المنصب     | المدة           | الحزب السياسي   | ملاحظات |
| ---- | ------ | --------------------------------- | -------------- | -------------- | --------------- | --------------- | --- |
| (25) |        | Ignacio Comonfort (1812–1863)     | 17 ديسمبر 1857 | 21 يناير 1858  | 35 أيام         | الحزب الليبرالي | أعلن الكونغرس أنه لم يعد رئيسا بعد إعلان خطة تاكوبايا ولكن اعترف به المحافظين.                                                                                  |
| 27   |        | فيليكس ماريا زولواغا (1813–1898)  | 11 يناير 1858  | 24 ديسمبر 1858 | 347 أيام        | حزب المحافظين   | عُيّن زولواغا رئيسا لحزب المحافظين. |
| 28   |        | Manuel Robles Pezuela (1817–1862) | 24 ديسمبر 1858 | 21 يناير 1859  | 28 أيام         | حزب المحافظين   | تولى رئاسة المحافظين بدعم من أنصار خطة دي نافيداد. |
| (16) |        | خوسيه ماريانو سالاس (1797–1867)   | 21 يناير 1859  | 2 فبراير 1859  | 12 أيام         | حزب المحافظين   | عاد إلى الرئاسة بعد تمرد مضاد بقيادة ميغيل ميرامون |
| 29   |        | Miguel Miramón (1831–1867)        | 2 فبراير 1859  | 13 أغسطس 1860  | 1 سنة و193 أيام | حزب المحافظين   | تولى رئاسة المحافظين عندما ترك زولواغا هذا المنصب. |
| 30   |        | خوسيه اجناسيو بافون (1791–1866)   | 13 أغسطس 1860  | 15 أغسطس 1860  | 2 أيام          | حزب المحافظين   | كان رئيس المحكمة العليا للحكومة المحافظة، تولى المنصب لمدة يومين عندما ترك ميرامون منصبه.                                                                       |
| (29) |        | Miguel Miramón (1831–1867)        | 15 أغسطس 1860  | 24 ديسمبر 1860 | 131 أيام        | حزب المحافظين   | أصبح الرئيس المؤقت للحكومة المحافظة بعد أن انتخابه مجموعة من "ممثلي الولايات" الذين دعموا المحافظين. هزم في معركة كالبولالبان واستقال من الرئاسة وفر من البلاد. |

## الإمبراطورية المكسيكية الثانية (1863–1867)

### الوصاية على العرش
أسس «مجلس حكم رفيع» في 22 حزيران (يونيو) 1863. أصبح المجلس وصياً على عرش الإمبراطورية في 11 يوليو.
| العضو  | العضو                        | الفترة         | الفترة         | الفترة   | الحزب السياسي |
| الصورة | الاسم                        | استلم المنصب   | ترك المنصب     | المدة    | الحزب السياسي |
| ------ | ---------------------------- | -------------- | -------------- | -------- | ------------- |
|        | Juan Nepomuceno Almonte      | 11 يوليو 1863  | 10 أبريل 1864  | 274 أيام | حزب المحافظين |
|        | خوسيه ماريانو سالاس          | 11 يوليو 1863  | 10 أبريل 1864  | 274 أيام | حزب المحافظين |
|        | Pelagio Antonio de Labastida | 11 يوليو 1863  | 17 نوفمبر 1863 | 129 أيام | حزب المحافظين |
|        | خوسيه اجناسيو بافون          | 11 يوليو 1863  | 2 يناير 1864   | 175 أيام | حزب المحافظين |
|        | Juan Bautista Ormaechea      | 17 نوفمبر 1863 | 10 أبريل 1864  | 145 أيام | حزب المحافظين |

### ماكسيميليان الأول
| الإمبراطور | الإمبراطور                               | شعار النبالة | بدء الحكم             | نهاية الحكم            | القرينة | القرينة                        |
| ---------- | ---------------------------------------- | ------------ | --------------------- | ---------------------- | ------- | ------------------------------ |
|            | ماكسيميليان إمبراطور المكسيك (1832–1867) |              | 10 نيسان (أبريل) 1864 | 19 حزيران (يونيو) 1867 |         | كارلوتا من المكسيك (1840–1927) |

## استعادة الجمهورية (1867–1876)
| الترتيب | الرئيس                       | الرئيس                               | بداية الحكم                   | نهاية الحكم                    | الحزب السياسي   | ملاحظات |
| ------- | ---------------------------- | ------------------------------------ | ----------------------------- | ------------------------------ | --------------- | --- |
| 26      |                              | بينيتو خواريز (1806–1872)            | 18 كانون الثاني (ديسمبر) 1857 | 11 حزيران (يونيو) 1861         | الحزب الليبرالي | كان رئيساً مؤقتاً خلال حرب الإصلاح في الفترة الرئاسية الأولى. تولى الرئاسة للفترة الثانية بعد أن أقره الكونغرس رئيساً دستورياً. الفترة الثالثة كانت امتداداً للفترة الثانية بسبب قيام الحرب الفرنسية المكسيكية. أما الفترتان الرابعة والخامسة فقد كانتا بعد انتصار الجمهورية. |
| 26      | 11 حزيران (يونيو) 1861       | بينيتو خواريز (1806–1872)            | 30 تشرين الثاني (نوفمبر) 1865 |                                | الحزب الليبرالي | كان رئيساً مؤقتاً خلال حرب الإصلاح في الفترة الرئاسية الأولى. تولى الرئاسة للفترة الثانية بعد أن أقره الكونغرس رئيساً دستورياً. الفترة الثالثة كانت امتداداً للفترة الثانية بسبب قيام الحرب الفرنسية المكسيكية. أما الفترتان الرابعة والخامسة فقد كانتا بعد انتصار الجمهورية. |
| 26      | 1 كانون الأول (ديسمبر) 1865  | بينيتو خواريز (1806–1872)            | 7 كانون الأول (ديسمبر) 1867   |                                | الحزب الليبرالي | كان رئيساً مؤقتاً خلال حرب الإصلاح في الفترة الرئاسية الأولى. تولى الرئاسة للفترة الثانية بعد أن أقره الكونغرس رئيساً دستورياً. الفترة الثالثة كانت امتداداً للفترة الثانية بسبب قيام الحرب الفرنسية المكسيكية. أما الفترتان الرابعة والخامسة فقد كانتا بعد انتصار الجمهورية. |
| 26      | 8 كانون الأول (ديسمبر) 1867  | بينيتو خواريز (1806–1872)            | 11 تشرين الأول (أكتوبر) 1871  |                                | الحزب الليبرالي | كان رئيساً مؤقتاً خلال حرب الإصلاح في الفترة الرئاسية الأولى. تولى الرئاسة للفترة الثانية بعد أن أقره الكونغرس رئيساً دستورياً. الفترة الثالثة كانت امتداداً للفترة الثانية بسبب قيام الحرب الفرنسية المكسيكية. أما الفترتان الرابعة والخامسة فقد كانتا بعد انتصار الجمهورية. |
| 26      | 12 تشرين الأول (أكتوبر) 1871 | بينيتو خواريز (1806–1872)            | 18 تموز (يوليو) 1872          |                                | الحزب الليبرالي | كان رئيساً مؤقتاً خلال حرب الإصلاح في الفترة الرئاسية الأولى. تولى الرئاسة للفترة الثانية بعد أن أقره الكونغرس رئيساً دستورياً. الفترة الثالثة كانت امتداداً للفترة الثانية بسبب قيام الحرب الفرنسية المكسيكية. أما الفترتان الرابعة والخامسة فقد كانتا بعد انتصار الجمهورية. |
| 27      |                              | سيبستيان ليردو دي تيخادا (1823–1889) | 18 تموز (يوليو) 1872          | 30 تشرين الثاني (نوفمبر) 1872  | الحزب الليبرالي | كان رئيس لمحكمة العدل العليا، أصبح رئيساً مؤقتاً بعد وفاة خواريز. وأطاحت به ثورة توكستيبيك وغادر الحكم قبل انتهاء مدة الرئاسة بعشرة أيام. |
| 27      | 1 كانون الأول (ديسمبر) 1872  | سيبستيان ليردو دي تيخادا (1823–1889) | 20 تشرين الثاني (نوفمبر) 1876 |                                | الحزب الليبرالي | كان رئيس لمحكمة العدل العليا، أصبح رئيساً مؤقتاً بعد وفاة خواريز. وأطاحت به ثورة توكستيبيك وغادر الحكم قبل انتهاء مدة الرئاسة بعشرة أيام. |
| 28      |                              | خوسيه ماريا إغليسياس (1823–1891)     | تشرين الأول (أكتوبر) 26, 1876 | تشرين الثاني (نوفمبر) 28, 1876 | الحزب الليبرالي | كان رئيساً لمحكمة العدل العليا، ألغي أعادت انتخاب ليردو دي تيخادا بعد أن أعلن الكونغرس أن إعادة الانتخاب صحيحة، ثم أعلن نفسه رئيساً مؤقتاً. لكن عندما نفي ليردو دي تيخادا في 20 نوفمبر، أصبح خوسيه رئيساً مؤقتاً دستورياً                                                      |

## بورفيرياتو (1876–1911)
| No.  | الصورة | الاسم (الميلاد–الوفاة)             | الانتخابات                              | الفترة         | الفترة         | الفترة             | الحزب السياسي                                       | ملاحظات |
| No.  | الصورة | الاسم (الميلاد–الوفاة)             | الانتخابات                              | استلم المنصب   | ترك المنصب     | المدة              | الحزب السياسي                                       | ملاحظات |
| ---- | ------ | ---------------------------------- | --------------------------------------- | -------------- | -------------- | ------------------ | --------------------------------------------------- | --- |
| 33   |        | بورفيريو دياث (1830–1915)          | —                                       | 28 نوفمبر 1876 | 6 ديسمبر 1876  | 8 أيام             | الحزب الليبرالي                                     | أصبح رئيسا مؤقتا عندما نفي إغليسياس.                                                                                                 |
| 34   |        | خوان إن. منديز (1824–1894)         | —                                       | 6 ديسمبر 1876  | 17 فبراير 1877 | 73 أيام            | الحزب الليبرالي                                     | عينه دياز رئيسًا مؤقتًا عندما ترك منصبه لمحاربة أنصار ليردو دي تيخادا.                                                                 |
| (33) |        | بورفيريو دياث (1830–1915)          | 1877                                    | 17 فبراير 1877 | 30 نوفمبر 1880 | 3 سنوات و287 أيام  | الحزب الليبرالي                                     | عاد للمنصب. عينه الكونغرس رئيسا دستوريا في 5 مايو.                                                                                   |
| 35   |        | مانويل غونزاليس فلوريس (1833–1893) | 1880                                    | 1 ديسمبر 1880  | 30 نوفمبر 1884 | 4 سنوات            | الحزب الليبرالي                                     | كان الفائز في الانتخابات العامة لعام 1880.                                                                                           |
| (33) |        | بورفيريو دياث (1830–1915)          | 1884                                    | 1 ديسمبر 1884  | 25 مايو 1911   | 26 سنوات و175 أيام | الحزب الوطني البورفيري الحزب الوطني لإعادة الانتخاب | فاز في الانتخابات العامة لأعوام 1884 و1888 و1892 و1896 و1900 و1904 و1910. استقال في فترة ولايته السابعة بعد انتصار الثورة المكسيكية. |
| (33) | 1888   | بورفيريو دياث (1830–1915)          |                                         | 1 ديسمبر 1884  | 25 مايو 1911   | 26 سنوات و175 أيام | الحزب الوطني البورفيري الحزب الوطني لإعادة الانتخاب | فاز في الانتخابات العامة لأعوام 1884 و1888 و1892 و1896 و1900 و1904 و1910. استقال في فترة ولايته السابعة بعد انتصار الثورة المكسيكية. |
| (33) | 1892   | بورفيريو دياث (1830–1915)          |                                         | 1 ديسمبر 1884  | 25 مايو 1911   | 26 سنوات و175 أيام | الحزب الوطني البورفيري الحزب الوطني لإعادة الانتخاب | فاز في الانتخابات العامة لأعوام 1884 و1888 و1892 و1896 و1900 و1904 و1910. استقال في فترة ولايته السابعة بعد انتصار الثورة المكسيكية. |
| (33) | 1896   | بورفيريو دياث (1830–1915)          |                                         | 1 ديسمبر 1884  | 25 مايو 1911   | 26 سنوات و175 أيام | الحزب الوطني البورفيري الحزب الوطني لإعادة الانتخاب | فاز في الانتخابات العامة لأعوام 1884 و1888 و1892 و1896 و1900 و1904 و1910. استقال في فترة ولايته السابعة بعد انتصار الثورة المكسيكية. |
| (33) | 1900   | بورفيريو دياث (1830–1915)          |                                         | 1 ديسمبر 1884  | 25 مايو 1911   | 26 سنوات و175 أيام | الحزب الوطني البورفيري الحزب الوطني لإعادة الانتخاب | فاز في الانتخابات العامة لأعوام 1884 و1888 و1892 و1896 و1900 و1904 و1910. استقال في فترة ولايته السابعة بعد انتصار الثورة المكسيكية. |
| (33) | 1904   | بورفيريو دياث (1830–1915)          | Vice President رامون كورال (since 1904) | 1 ديسمبر 1884  | 25 مايو 1911   | 26 سنوات و175 أيام | الحزب الوطني البورفيري الحزب الوطني لإعادة الانتخاب | |
| (33) | 1910   | بورفيريو دياث (1830–1915)          | Vice President رامون كورال (since 1904) | 1 ديسمبر 1884  | 25 مايو 1911   | 26 سنوات و175 أيام | الحزب الوطني البورفيري الحزب الوطني لإعادة الانتخاب | |

## الثورة (1911–1928)
| الترتيب | الرئيس                                       | الرئيس                                | بداية الحكم                  | نهاية الحكم                  | ملاحظات |
| ------- | -------------------------------------------- | ------------------------------------- | ---------------------------- | ---------------------------- | --- |
| 32      |                                              | فرانسيسكو ليون دي لا بارا (1863–1939) | 25 أيار (مايو) 1911          | 5 تشرين الثاني (نوفمبر) 1911 | وفقاً لمعاهدات سيوداد خواريز تولّى منصبه كرئيس مؤقت، وفور تسلّمه الحكم، دعا إلى إجراء انتخابات. |
| 33      |                                              | فرانسيسكو ماديرو (1873–1913)          | 6 تشرين الثاني (نوفمبر) 1911 | شباط(فبراير) 19، 1913        | فاز بالانتخابات العامة عام 1911. أطيح به في انقلاب عرف باسم الأيام العشرة المأساوية شارك في فيكتوريانو ويرتا وفيليكس دياز والسفير الأمريكي هنري لين ويلسون. قتل ماديرو بعد يومين من الانقلاب مع نائبه بينو سواريز. |
|         | نائب الرئيس المكسيكي خوزيه ماريا بينو سواريز | فرانسيسكو ماديرو (1873–1913)          | 6 تشرين الثاني (نوفمبر) 1911 | شباط(فبراير) 19، 1913        | |
| 34      |                                              | بيدرو لاسكوراين (1856–1952)           | شباط (فبراير) 19، 1913       | شباط (فبراير) 19، 1913       | تولى منصب الرئيس مؤقتاً وفقا للدستور بوصفه وزير الخارجية. عيّن فيكتوريانو ويرتا وزيراً للداخلية بعد 45 دقيقة من توليه الحكم ثم استقال من الرئاسة.                                                                     |
| 35      |                                              | فيكتوريانو ويرتا (1850–1916)          | 19 شباط (فبراير) 1913        | 15 تموز (يوليو) 1914         | تولى الرئاسة عن طريق انقلاب ضد فرانسيسكو ماديرو. هزم من قبل الجيش الدستوري بقيادة فينوستيانو كارانسا حاكم كواهيلا.                                                                                                 |
| 36      |                                              | فرانسيسكو كارفاخال (1870–1932)        | 15 تموز (يوليو) 1914         | 13 آب (أغسطس) 1914           | تولى الرئاسة مؤقتاً بعد استقالة هويرتا. استقال بعد أن وقع على "معاهدات تيولويوكان". |

### الرؤساء المعترف بهم في اتفاقية أغواسكاليينتس
| رئيس المكسيك | رئيس المكسيك                        | بداية الحكم                  | نهاية الحكم                  | ملاحظات                                               |
| ------------ | ----------------------------------- | ---------------------------- | ---------------------------- | ----------------------------------------------------- |
|              | أولاليو جوتيريز سينتادو (1881–1939) | 6 تشرين الثاني (نوفمبر) 1914 | 16 كانون الثاني (يناير) 1915 | عُيّن رئيساً مؤقتاً.                                      |
|              | روكي غونزاليس غارزا (1885–1962)     | 16 كانون الثاني (يناير) 1915 | 10 حزيران (يونيو) 1915       | تم تعُيّنه رئيساً مؤقتاً بعد مغادرة غوتيريز مدينة مكسيكو. |
|              | فرانسيسكو لاغوس تشازارو (1878–1932) | 10 حزيران (يونيو) 1915       | 10 تشرين الأول (أكتوبر) 1915 | تولى منصبه كرئيسٍ مؤقت بعدما استقال غونزاليس غارزا.    |

### استعادة الديمقراطية
| الترتيب | الترتيب            | الترتيب                          | بداية الحكم                                   | نهاية الحكم                                   | ملاحظات |
| ------- | ------------------ | -------------------------------- | --------------------------------------------- | --------------------------------------------- | --- |
| 37      |                    | فينوستيانو كارانسا (1859–1920)   | رئيس السلطة التنفيذية أول رئيس للجيش الدستوري | رئيس السلطة التنفيذية أول رئيس للجيش الدستوري | شغل منصب رئيس السلطة التنفيذية بعد استقالة كارفاجال. وضع اتفاقية دستورية سنّ بموجبها الدستور السياسي للولايات المكسيكية المتحدة. وفاز بالانتخابات العامة المكسيكية 1917، وتولّى منصبه كرئيس دستوري في الأول من أيار (مايو) 1917. قتل أثناء تمرد أغوا برييتا. |
|         | 14 آب (أغسطس) 1914 | فينوستيانو كارانسا (1859–1920)   | 30 نيسان (أبريل) 1917                         |                                               | شغل منصب رئيس السلطة التنفيذية بعد استقالة كارفاجال. وضع اتفاقية دستورية سنّ بموجبها الدستور السياسي للولايات المكسيكية المتحدة. وفاز بالانتخابات العامة المكسيكية 1917، وتولّى منصبه كرئيس دستوري في الأول من أيار (مايو) 1917. قتل أثناء تمرد أغوا برييتا. |
|         | رئيس المكسيك       | فينوستيانو كارانسا (1859–1920)   |                                               |                                               | شغل منصب رئيس السلطة التنفيذية بعد استقالة كارفاجال. وضع اتفاقية دستورية سنّ بموجبها الدستور السياسي للولايات المكسيكية المتحدة. وفاز بالانتخابات العامة المكسيكية 1917، وتولّى منصبه كرئيس دستوري في الأول من أيار (مايو) 1917. قتل أثناء تمرد أغوا برييتا. |
|         | 1 أيار (مايو) 1917 | فينوستيانو كارانسا (1859–1920)   | 21 أيار (مايو) 1920                           |                                               | شغل منصب رئيس السلطة التنفيذية بعد استقالة كارفاجال. وضع اتفاقية دستورية سنّ بموجبها الدستور السياسي للولايات المكسيكية المتحدة. وفاز بالانتخابات العامة المكسيكية 1917، وتولّى منصبه كرئيس دستوري في الأول من أيار (مايو) 1917. قتل أثناء تمرد أغوا برييتا. |
| 38      |                    | أدولفو دي لا ويرتا (1881–1955)   | 1 حزيران (يونيو) 1920                         | 30 تشرين الثاني (نوفمبر) 1920                 | عيّنه الكونغرس رئيساً مؤقتاً. |
| 39      |                    | ألفارو أوبريغون (1880–1928)      | 1 تشرين الثاني (نوفمبر) 1920                  | 30 تشرين الثاني (نوفمبر) 1924                 | فاز ب الانتخابات العامة المكسيكية 1920. |
| 40      |                    | بلوتاركو إلياس كاليس (1877–1945) | 1 كانون الأول (ديسمبر) 1924                   | 30 تشرين الثاني (نوفمبر) 1928                 | فاز بالانتخابات العامة المكسيكية 1924. |

## ماكسيماتو (1928–1934)
| الترتيب | الرئيس | الرئيس                           | بدء الحكم                   | نهاية الحكم                   | ملاحظات                                                                 |
| ------- | ------ | -------------------------------- | --------------------------- | ----------------------------- | ----------------------------------------------------------------------- |
| 41      |        | إميليو أولياء جيل (1890–1978)    | 1 كانون الأول (ديسمبر) 1928 | 4 شباط (فبراير) 1930          | بعد اغتيال الرئيس المنتَخَب ألفارو أوبريغون، عيّنه الكونغرس رئيساً مؤقتاً.   |
| 42      |        | باسكوال أورتيز روبيو (1877–1963) | 5 شباط (فبراير) 1930        | 4 أيلول (سبتمبر) 1932         | فاز بالانتخابات العامة المكسيكية 1929. استقال بسبب تدخّل كاليس في حكومته |
| 43      |        | أبيلاردو رودريغيس (1889–1967)    | 4 أيلول (سبتمبر) 1932       | 30 تشرين الثاني (نوفمبر) 1934 | عيّنه الكونغرس رئيساً بديلاً لإتمام الفترة الرئاسية 1930-1934.             |

## المكسيك الحديثة (1934 – الآن)
مددت فترة الرئاسة في المكسيك إلى ست سنوات بعد الإصلاحات الدستورية عام 1933، دون السماح بإعادة انتخاب الرئيس. منذ الانتخابات العامة المكسيكية 1934 أكمل جميع الرؤساء فترة حكمهم.
الأحزاب السياسية
| No. | الصورة | الاسمe (الميلاد–الوفاة)                    | الانتخابات                       | الفترة        | الفترة         | الفترة            | الحزب السياسي          |
| No. | الصورة | الاسمe (الميلاد–الوفاة)                    | الانتخابات                       | استلم المنصب  | ترك المنصب     | المدة             | الحزب السياسي          |
| --- | ------ | ------------------------------------------ | -------------------------------- | ------------- | -------------- | ----------------- | ---------------------- |
| 51  |        | لازارو كارديناس (1895–1970)                | 1934                             | 1 ديسمبر 1934 | 30 نوفمبر 1940 | 6 سنوات           | الحزب الثوري المؤسساتي |
| 52  |        | مانويل أفيلا كماتشو (1897–1955)            | 1940                             | 1 ديسمبر 1940 | 30 نوفمبر 1946 | 6 سنوات           | الحزب الثوري المؤسساتي |
| 53  |        | ميجيل اليمان فالديز (1900–1983)            | 1946                             | 1 ديسمبر 1946 | 30 نوفمبر 1952 | 6 سنوات           | الحزب الثوري المؤسساتي |
| 54  |        | أدولفو رويز كورتينيس (1889–1973)           | 1952                             | 1 ديسمبر 1952 | 30 نوفمبر 1958 | 6 سنوات           | الحزب الثوري المؤسساتي |
| 55  |        | أدولفو لوبيز ماتيوس (1909–1969)            | 1958                             | 1 ديسمبر 1958 | 30 نوفمبر 1964 | 6 سنوات           | الحزب الثوري المؤسساتي |
| 56  |        | غوستافو دياز أورداز (1911–1979)            | 1964                             | 1 ديسمبر 1964 | 30 نوفمبر 1970 | 6 سنوات           | الحزب الثوري المؤسساتي |
| 57  |        | لويس إيشيفيريا (1922–2022)                 | 1970                             | 1 ديسمبر 1970 | 30 نوفمبر 1976 | 6 سنوات           | الحزب الثوري المؤسساتي |
| 58  |        | خوسيه لوبيز بورتيو (1920–2004)             | 1976                             | 1 ديسمبر 1976 | 30 نوفمبر 1982 | 6 سنوات           | الحزب الثوري المؤسساتي |
| 59  |        | ميغيل دي لا مدريد (1934–2012)              | 1982                             | 1 ديسمبر 1982 | 30 نوفمبر 1988 | 6 سنوات           | الحزب الثوري المؤسساتي |
| 60  |        | كارلوس ساليناس دي غورتاري (مواليد 1948)    | 1988                             | 1 ديسمبر 1988 | 30 نوفمبر 1994 | 6 سنوات           | الحزب الثوري المؤسساتي |
| 61  |        | إرنستو زيديلو (مواليد 1951)                | 1994                             | 1 ديسمبر 1994 | 30 نوفمبر 2000 | 6 سنوات           | الحزب الثوري المؤسساتي |
| 62  |        | فيسينتي فوكس (مواليد 1942)                 | 2000                             | 1 ديسمبر 2000 | 30 نوفمبر 2006 | 6 سنوات           | حزب العمل الوطني       |
| 63  |        | فيليبي كالديرون (مواليد 1962)              | 2006                             | 1 ديسمبر 2006 | 30 نوفمبر 2012 | 6 سنوات           | حزب العمل الوطني       |
| 64  |        | إنريكه بينيا نييتو (مواليد 1966)           | الانتخابات العامة المكسيكية 2012 | 1 ديسمبر 2012 | 30 نوفمبر 2018 | 6 سنوات           | الحزب الثوري المؤسساتي |
| 65  |        | أندريس مانويل لوبيس أوبرادور (مواليد 1953) | الانتخابات العامة المكسيكية 2018 | 1 ديسمبر 2018 | 30 سبتمبر 2024 | 5 سنوات و304 أيام | حركة التجديد الوطنية   |
| 66  |        | كلوديا شينباوم (مواليد 1962)               | 2024                             | 1 أكتوبر 2024 | في المنصب      | 295 أيام          | حركة التجديد الوطنية   |

## رؤساء سابقون على قيد الحياة
حتى يوليو 2025
، كان خمسة رؤساء سابقون للمكسيك على قيد الحياة. آخر وفاة لرئيس مكسيكي سابق كانت للرئيس ميغيل دي لا مدريد (1982-1988) وكانت وفاته في الأول من نيسان (أبريل) 2012.

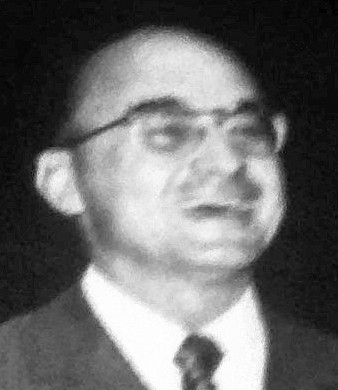
لويس إيشيفيريا (born 1922) served 1970–1976
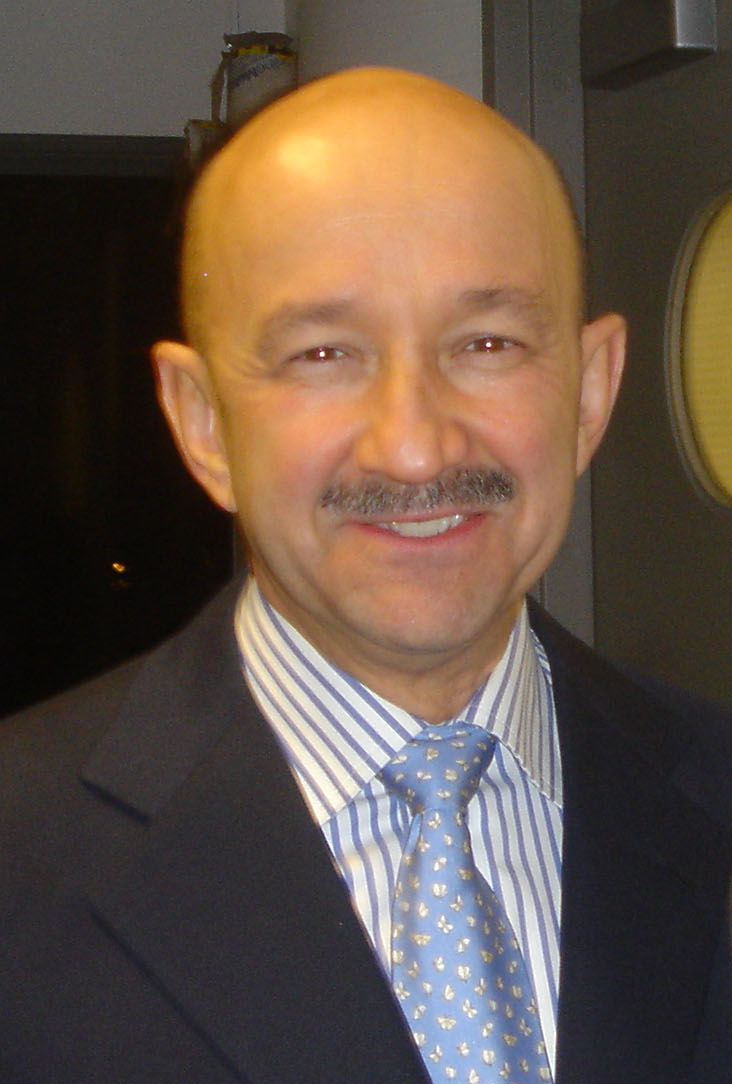
كارلوس ساليناس دي غورتاري (مواليد 1948) حكم في الفترة 1988–1994
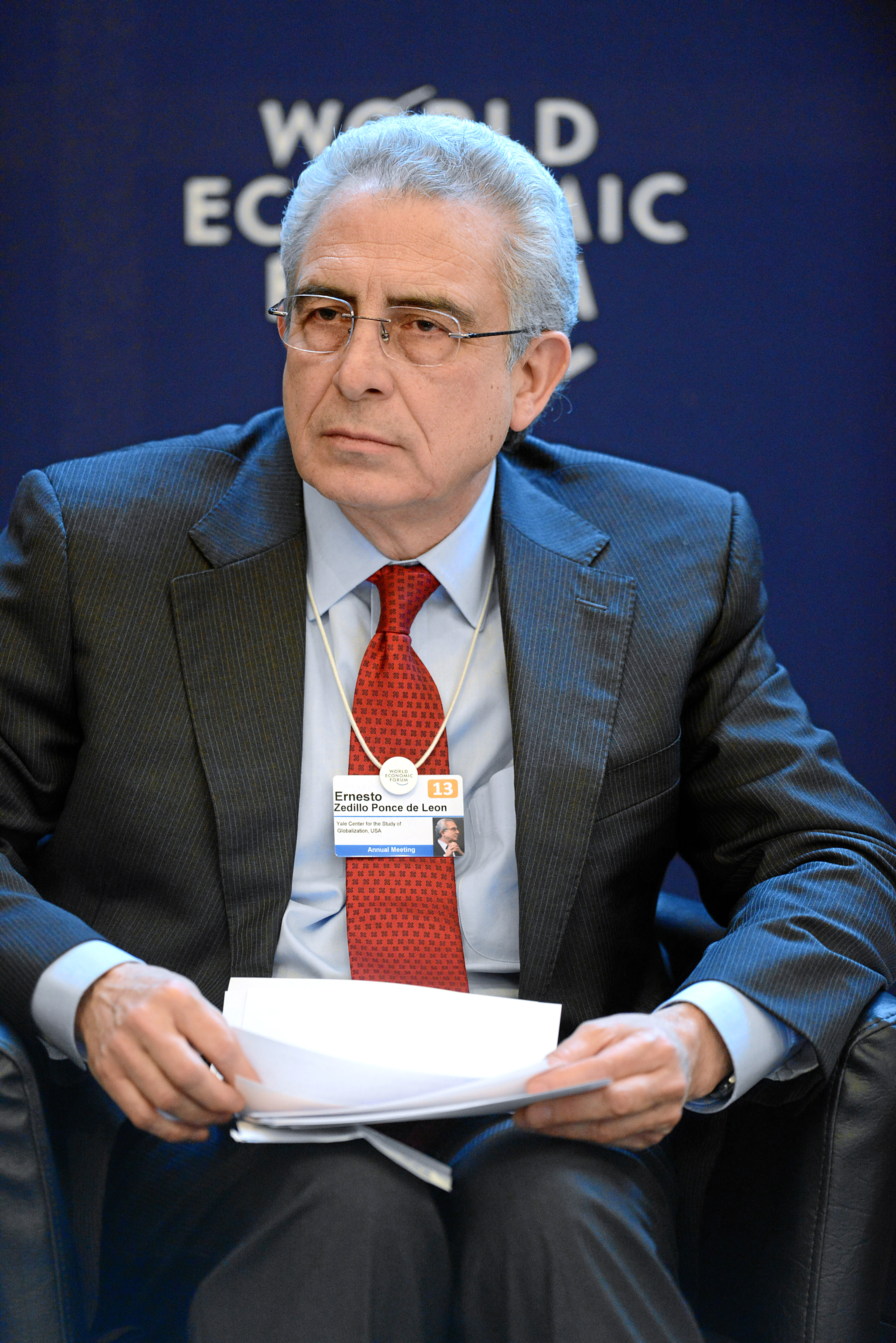
إرنستو زيديلو (مواليد 1951) حكم في الفترة 1994–2000
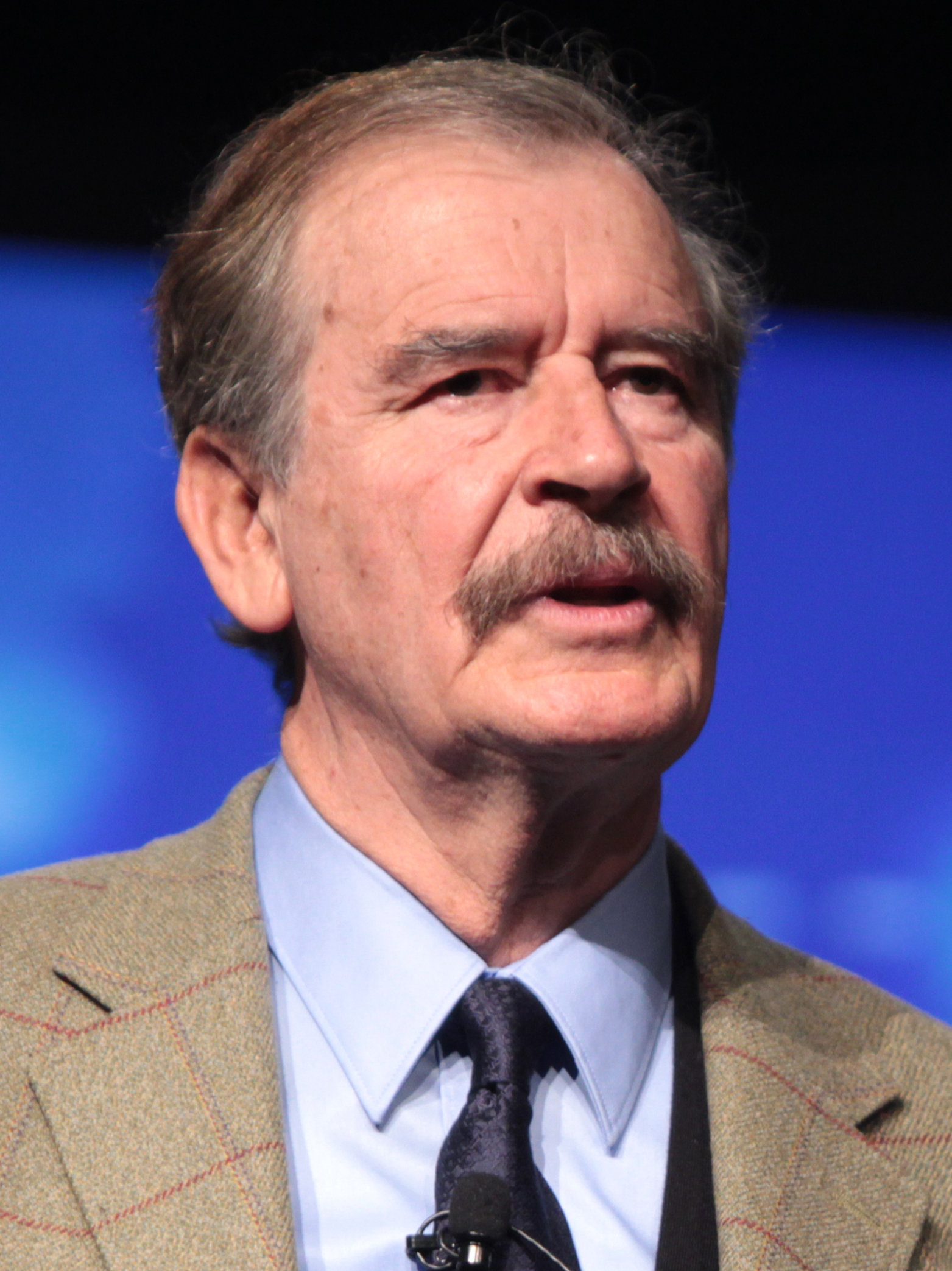
فيسينتي فوكس (مواليد 1942) حكم في الفترة 2000–2006
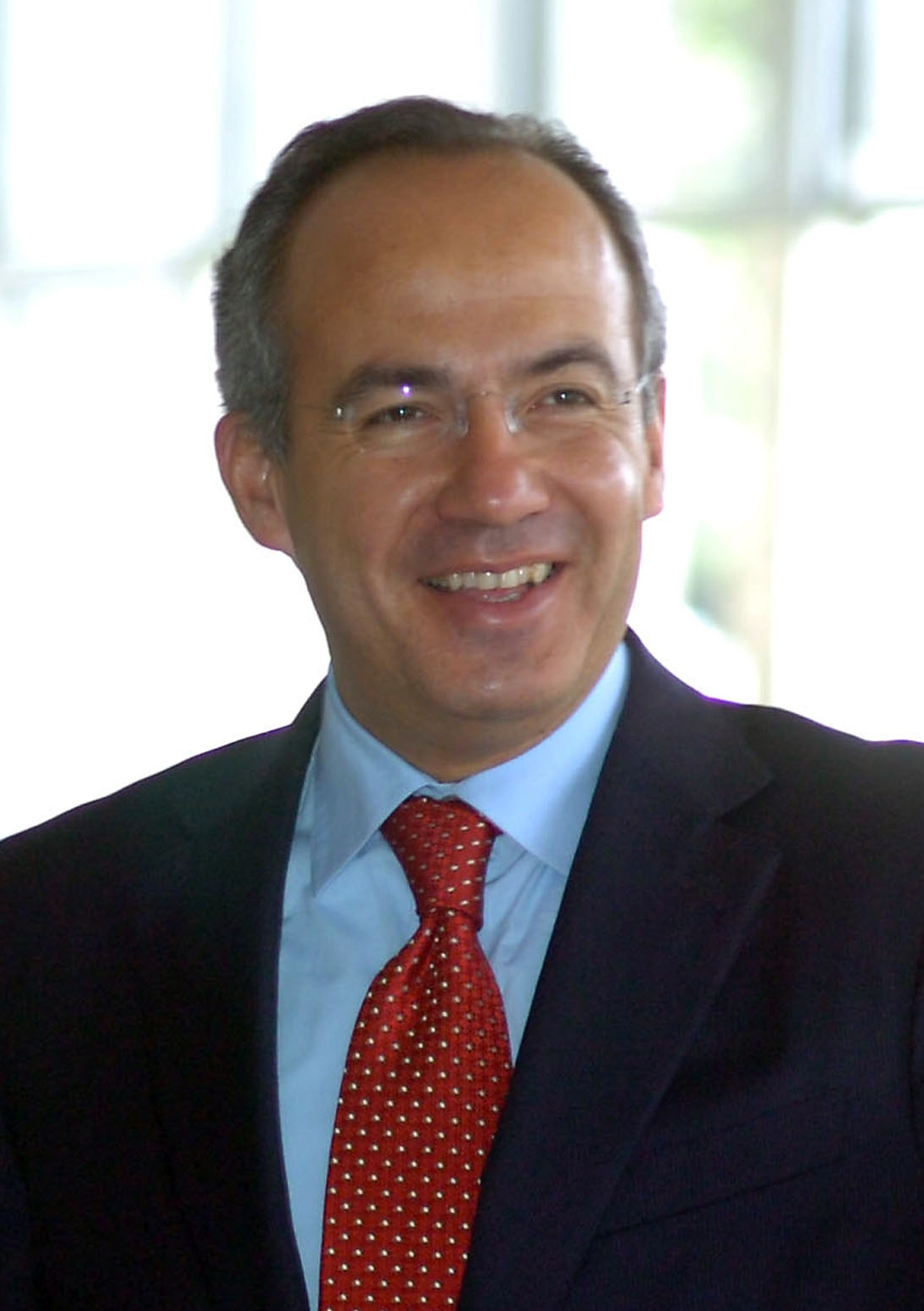
فيليبي كالديرون (مواليد 1962) حكم في الفترة 2006–2012

## رؤساء توفوا أثناء الحكم
| الرئيس             | الحكم               | تاريخ الوفاة                   | ملاحظات                                                                               |
| ------------------ | ------------------- | ------------------------------ | ------------------------------------------------------------------------------------- |
| بينيتو خواريز      | 1859–1864 1867–1872 | 18 تموز (يوليو) 1872 (السن 66) | الرئيس المكسيكي الوحيد الذي توفي نتيجة قضية لا ترتبط بالعنف أثناء وجوده على رأس عمله. |
| فينوستيانو كارانسا | 1914–1920           | 21 أيار (مايو) 1920 (السن 60)  | الرئيس المكسيكي الوحيد الذي اغتيل وهو في منصبه.                                       |

## وصلات خارجية
- (بالإسبانية) Lista de gobernantes de México Official List نسخة محفوظة 13 يناير 2007 على موقع واي باك مشين.